# Széchy Károly (építőmérnök)
Széchy Károly (Budapest, 1903. december 27. – Budapest, 1972. május 22.) Kossuth-díjas, magyar hídépítő mérnök, egyetemi tanár, a Magyar Tudományos Akadémia rendes tagja. Az alagútépítés nemzetközileg elismert szakembere.

## Élete
Mérnöki oklevelét a budapesti műegyetemen kapta 1926-ban. A későbbiek során jogi és műszaki doktorátust is szerzett. 1927–1928 között ösztöndíjasként Londonban az University College-on tanult. Tanársegédként dolgozott a Műegyetemen és a Kereskedelmi és Közlekedésügyi Minisztérium hídosztályán. A kor nagy hídépítéseinek részese, így részt vett a Margit híd 1935-37. évi kiszélesítésében, a mai Petőfi híd tervezésében és építésében. 1939-1943 között ő készítette el az Árpád híd terveit és felügyelte annak építését.
A második világháborút követően a romba döntött hidak újjáépítésében is jelentős szerepet kapott. Budapesten a Kossuth híd felépítésében vett részt, de más magyarországi hidak újjáépítésénél is ott volt mint szervező és műszaki vezető. 1950-1953 között a budapesti metró építésének előkészítésén dolgozott, itt elsősorban a talajmechanikai és vízvizsgálati feladatokat végezte. Az alagútépítés nemzetközileg elismert szakembere volt, még halála is ide köti, hiszen a metró Déli pályaudvari befejező szakaszának építése közben, az ottani munkahelyen kapott halálos szívinfarktust.

## Főbb művei
- Közúti vasúti hidak újszerű könnyű pályaszerkezete. Egy. doktori értekezés (Bp., 1943)
- Fabetétes vasbetonszerkezetek alkalmazása mélyépítésben. (Bp., 1945)
- Újszerű hídszerkezetek. (Bp., 1950)
- Alapozás. I–II. Egy. tankönyv. (Bp., 1952 2. átdolgozott és bővített kiadás 1957–1963)
- Különféle talajszilárdítások alapozások részére. (Bp., 1952)
- Hidak ellenfalainak újszerű szerkezeti megoldásai. Akadémiai székfoglaló is. (Elhangzott: 1952. nov. 4. MTA Műszaki Tudományok Osztálya Közleményei, 1953)*
- Hídfők mögötti töltéscsatlakozások. (Bp., 1955)
- Alapozási hibák. (Bp., 1958 2. bővített. kiad. 1963 oroszul: Moszkva, 1960 angolul: London, 1962 németül: Wiesbaden, 1963 spanyolul: Montevideo, 1964 franciául: Paris, 1966)
- Alagútépítéstan. Egyetemi tankönyv. (Bp., 1961 angolul: 1966 2. átdolgozott és bővített kiadás 1973 németül: Bécs, 1969) *Grundbau. I–II. (Wien, 1962–1965)
- Alapozási tapasztalatok. (Bp., 1965)
- Föld alatti műtárgyak. Rózsa Lászlóval. (Bp., 1966)
- Cölöpök teherbírása. Akadémiai székfoglaló. (Elhangzott: 1972. márc. 22.).
- Foundation engineering. Soil exploration and spread foundations. Varga Lászlóval. Akadémiai Kiadó, (Bp., 1978)

## Emlékezete
- 2000-ben a Magyar Mérnök Kamara Geotechnikai Tagozata Széchy Károly-emlékplakettet alapított.